# Adam Kuligowski
Adam Kuligowski (Varsavia, 24 dicembre 1955) è uno scacchista polacco.

## Biografia
All'età di 18 anni vinse il Campionato polacco giovanile, per poi giocare il campionato europeo giovanile di Groninga (1973/74), arrivando al terzo posto, e i due campionati mondiali del 1974 e 1975, arrivando sesto in quest'ultimo.
Vinse il campionato polacco nel 1978; altri suoi piazzamenti importanti in questo torneo furono il terzo posto del 1980 e il quarto del 1981.
Nel 1979 ottenne il titolo di Maestro Internazionale e nel 1980 di quello di Grande maestro.
Partecipò a tre Olimpiadi degli scacchi, tra il 1978 e il 1982, vincendo due medaglie individuali: un oro come seconda scacchiera nel 1978 e un argento nel 1980.